# 甲斐道太郎
甲斐 道太郎（かい みちたろう、1925年（大正14年）11月25日 - ）は、日本の法学者。専門は、法社会学・民法。大阪市立大学名誉教授。

## 人物
鹿児島県出身。イギリスが資本主義成立の先進国とされるのに対し、イギリスより後進国とされたドイツの法律が近代的法律のモデルとして引き合いに出されることに疑問を持ち英国土地制度史から土地所有権の研究を始める。法解釈論争、判例論争にも関わりその際「戦後の法律学は科学性に対するせつないまでの憧憬を示している」と主張し、論争相手でもあった星野英一に名言と言わしめた。
関西水俣病訴訟、大阪空港訴訟、サラ金問題などにも積極的に取り組む。また、法社会学者として司法書士の地位向上に関する研究も行う。
指導教官は磯村哲で一番弟子に当たる。
なお、大学院時代には、京都府立山城高等学校教諭も務めた。

## 略歴[3]
1945年3月、第三高等学校 (旧制)文科甲類卒業。1945年3月、大日本帝国陸軍船舶工兵として入営。1945年8月、復員。1948年3月、京都大学法学部卒業。京都大学大学院特別研究生を経て、1953年4月、甲南大学経済学部助教授。1960年4月、同法学部助教授。1964年3月、同法学部教授。1964年4月、大阪市立大学法学部教授。1969年5月、同教務部長。1970年4月、同法学部長。1971年4月、同評議員。1972年、日本学術会議会員（～1981年）。1984年5月大阪市立大学教務部長（再任）。1989年3月、同停年退職。1989年4月、同名誉教授、龍谷大学法学部教授。1994年3月同定年退職。1995年4月、京都学園大学大学院法学研究科特任教授。1999年3月、同退職。この他、近畿司法書士連合会顧問を歴任。1977年法学博士（大阪市立大学、学位論文「土地所有権の近代化」）。

## 受賞歴
- 1969年12月 松永賞社会科学部門受賞

## 著書
- 『土地所有権の近代化』 (大阪市立大学法学叢書) 有斐閣, 1967
- 『法の解釈と実践』法律文化社、1977
- 『財産法講義案』玄文社、1982
- 『不動産法の現代的展開』法律文化社、1986

### 共編著
- 『民法講義 [第1]総則・物権』水本浩共編 (青林講義シリーズ) 青林書院新社, 1969 <AZ-811-4>
- 『自動車売買 売手と買手のための法律知識』 (有斐閣選書) 森美樹共著. 有斐閣, 1969
- 『民法判例 第1 (総則・物権)』 (有斐閣双書) 乾昭三,椿寿夫共編. 有斐閣, 1970
- 『民法判例 2 (債権)』 (有斐閣双書)乾昭三, 椿寿夫共編. 有斐閣, 1971
- 『民法30講 財産法』1-2 石田喜久夫共編. 法律文化社, 1972
- 『現代における権利とはなにか 権利の濫用をめぐって』 (有斐閣選書) 伊藤正己共編. 有斐閣, 1972
- 『現代社会と裁判 民事紛争解決のしくみ』 (法学基礎セミナー）鈴木正裕共編. 有斐閣, 1972
- 『セミナー法学全集 4　民法. 2 物権』編著 日本評論社, 1973
- 『民法の基礎 (基礎法律学大系 4 入門編)』水本浩共編. 青林書院新社, 1975
- 『借地・借家法』 (青林双書) 石田喜久夫共編. 青林書院新社, 1975
- 『現代民法入門』 (現代法双書) 谷口知平共編. 法律文化社, 1976
- 『法学の基礎 (基礎法律学大系 1 入門編)』天野和夫,片岡曻共編. 青林書院新社, 1977.3
- 『所有権思想の歴史』稲本洋之助・戒能通孝・田山輝明共著 (有斐閣新書) 1979.11
- 『民法教室 2 (債権)』石田喜久夫共編. 法律文化社, 1981.11
- 『民法入門 (法学入門講座) 甲斐道太郎 [ほか]共著. 青林書院新社, 1981.12
- 『民法教室 1 (総則・物権)』石田喜久夫共編. 法律文化社, 1981.7
- 『ローン・クレジットの法律紛争 有利な解決のためのアドバイス』島川勝,木村清志共著 (有斐閣選書. 市民相談室シリーズ, 1985.7
- 『現代民法講義 4債権総論』編 法律文化社, 1987.4
- 『消費者取引六法 平成元年版』清水誠共編. 民事法情報センター, 1989.4
- 『都市拡大と土地問題 バブル崩壊下の農地法制』編 (竜谷大学社会科学研究所叢書) 日本評論社, 1993.5
- 『ローン・カード・リースの裁判例』 (生活紛争裁判例シリーズ) 菊井康夫,木村清志,島川勝,津川博昭共編著. 有斐閣, 1994.12
- 『大震災と法』編著 (京都学園大学ビジネスサイエンス研究所叢書) 同文舘出版, 2000.1
- 『注釈国際統一売買法』 (京都学園大学ビジネスサイエンス研究所叢書) 石田喜久夫, 田中英司共編. 法律文化社, 2000-03
- 『新農基法と21世紀の農地・農村』 (龍谷大学社会科学研究所叢書) 見上崇洋共編. 法律文化社, 2000.7
- 『年金担保被害救済マニュアル 年金をとりもどそう』甲斐道太郎 [ほか]編. 年金担保被害対策全国ネットワーク, 2002.4
- 『新・年金担保被害救済マニュアル 改正法完全解説』植田勝博,関井正博,河野聡共編. 年金担保被害対策全国ネットワーク, 2005.10

### 記念論文集
- 『現代社会と法の役割 甲斐道太郎教授還暦記念論集』木村保男,早川和男編. 日本評論社, 1985.12

## 注
1. ↑  “著作一覧：甲斐　道太郎(カイ　ミチタロウ) | 有斐閣”. www.yuhikaku.co.jp. 2018年11月6日閲覧。
2. ↑  「甲斐道太郎教授略歴」『龍谷法学 26巻3-4合併号』龍谷大学法学会、1994.3, 437頁。
3. ↑  コトバンク
4. ↑  以上につき、「甲斐道太郎教授略歴」『龍谷法学　26巻3-4合併号』龍谷大学法学会、1994.3、436頁以下
5. ↑  以上につき、「甲斐道太郎先生の御退職にあたって」『京都学園法学 28巻』京都学園大学法学会、1999.3、234頁以下